# Oleksandr Radtschenko
Oleksandr Radtschenko (ukrainisch Олександр Радченко, wiss. Transliteration Oleksandr Radčenko; * 19. Juli 1976 in Mariupol; † 7. Februar 2023) war ein ukrainischer Fußballspieler.
Seine Karriere begann der Abwehrspieler im Jahre 1993 beim FC Asowez Mariupol. Ab 1995 hieß der Verein FC Metalurh Mariupol. Ab 1997 spielte er für Dynamo Kiew, bis er 2003 zu Dnipro Dnipropetrowsk wechselte. Kurzzeitig wurde er an Zakarpattya Uschhorod ausgeliehen. Für Dnipro Dnipropetrowsk bestritt er 87 Spiele und schoss dabei zwei Tore. Weitere Station war Krywbas Krywyj Rih.
Für die ukrainische Nationalmannschaft spielte er 17 Mal.
Anfang Februar 2023 wurde der Tod Radtschenkos im Alter von 46 Jahren vermeldet.